# Seema Deo
Nalini Saraf conocida como Seema Deo (Girgaon, Bombay, 27 de marzo de 1942 -Bandra, 24 de agosto de 2023), fue una actriz india.

## Biografía
Apareció en más de ochenta películas marathi e hindi.
Contrajo matrimonio con Ramesh Deo, y tuvo dos hijos: Ajinkya Dev y Abhinay Deo.
Falleció en 24 de agosto de 2023 a los 81 años, por complicaciones por alzheimer en Bandra.

## Filmografía
- 1960. Miya Bibi Razi Rajni
- 1960. Jagachya Pathivar Joven ciega
- 1961. Bhabhi Ki Chudiyan Prabha
- 1963. Molkarin
- 1966. Dus Lakh Devki
- 1968. Saraswatichandra Alak
- 1971. Anand como Suman Kulkarni
- 1972. Maestro koshish
- 1973. Kashmakash la esposa de Manmohan
- 1974. Kora Kagaz la tía de Archana
- 1975. Sunehra Sansar Shobha
- 1986. Naseeb Apna Apna	 madre de Kishen
- 1987. Sansar Godavari Sharma
- 1989. Hamaar Dulha
- 2010. Jetaa Sumati Rajadhyaksha